# Francesco Saverio Clavigero
Francesco Saverio Clavigero, nato Francisco Javier Clavijero, (Veracruz, 9 settembre 1731 – Bologna, 2 aprile 1787), è stato un gesuita, docente e storico messicano.
Dopo l'espulsione dei gesuiti dalla colonie spagnole (1767), si trasferì nello Stato Pontificio, dove scrisse una rilevante opera sulla storia delle civiltà precolombiane e sulle civiltà della Mesoamerica e dell'Altopiano messicano.

## Biografia

### Primi anni
Era nato a Veracruz, in Messico, da padre spagnolo e madre creola. Il padre lavorava per la corona spagnola ed era spesso trasferito con la famiglia da una città all'altra. La maggior parte delle sedi di lavoro del padre erano località con una forte presenza di popolazione indigena, e a motivo di ciò Clavigero, crescendo, imparò il nahuatl. La famiglia visse a Teziutlán, Puebla e più tardi a Jamiltepec, nella regione Mixtec in Oaxaca.
Un biografo di Clavigero, Juan Luis Maneiro, scrisse:

### Formazione
Iniziò i suoi studi a Puebla, nel collegio di San Jerónimo per la grammatica, e il collegio gesuita di San Ignacio per filosofia, latino e teologia. Al termine di questi studi, entrò in un seminario a Puebla per prepararsi al sacerdozio, ma ben presto decise di diventare un gesuita. Nel febbraio del 1748 si trasferì in un collegio gesuita a Tepotzotlán, nello stato del Messico. Lì ha continuato a studiare il latino e ha anche imparato greco antico, francese, portoghese, italiano, tedesco e inglese. Nel 1751 fu rimandato a Puebla per ulteriori studi di filosofia.
Qui fu introdotto alle opere di pensatori contemporanei come Cartesio, Newton e Leibniz.
In seguito fu inviato a Città del Messico, per completare i suoi studi teologici e filosofici al Colegio Máximo de San Pedro y San Pablo. Qui si unì ad altri studenti di rilievo, tra cui José Rafael Campoy, Andrés Cavo, Francisco Javier Alegre, Juan Luis Maneiro e Pedro José Márquez, un gruppo conosciuto oggi (insieme ad altri) come "Umanisti messicani del XVIII secolo". Mentre era ancora uno studente, iniziò ad insegnare e fu nominato prefetto del Colegio de San Ildefonso. In seguito fu nominato docente di retorica nel Seminario mayor dei Gesuiti, un incarico eccezionale poiché doveva ancora essere ordinato sacerdote.

### Voti sacerdotali, insegnamento e ricerche storiche
Nel 1754, Clavigero fu ordinato sacerdote. Iniziò a insegnare al Colegio de San Gregorio, fondato agli inizi del periodo coloniale per educare i giovani indiani. Lavorò qui per cinque anni. Citando di nuovo Juan Luis Maneiro:
Tuttavia il periodo passato a San Gregorio non fu senza problemi. In una corrispondenza datata 3 aprile 1761, padre Pedro Reales, vicario generale dei gesuiti, lo rimproverò in una lettera per «essersi completamente scosso dal giogo dell'obbedienza, rispondendo con un "Io non voglio" a coloro che ti hanno assegnato dei doveri, come è successo ieri, o per lo meno questa risposta è stata data al superiore, che in realtà non sapeva quale via prendere affinché la tua riverenza rispetti e abbracci il tuo dovere. Spostarti è difficilmente una soluzione, e la vita e l'esempio di sua Reverenza non hanno dato soddisfazione, rimuovendo quasi completamente lo scopo unico di coloro che vivono in questo collegio e consegnando ad altri lavori e studi che ti occupano».
Sembra chiaro che questi "altri lavori e studi" di padre Clavigero si riferissero ai codici aztechi e ai libri del periodo della Conquista che erano stati dati al collegio di San Pedro e San Pablo da Carlos de Sigüenza y Góngora. Clavigero seguì Sigüenza come esempio nelle sue indagini, e fu molto contento della benevolenza e dell'amore di Sigüenza per gli indiani. Ammirò anche gran parte della cultura degli indiani prima del loro contatto con gli europei. Clavigero non ha mai smesso di provare a leggere gli ideogrammi nei codici.
Clavigero fu trasferito al Colegio de San Javier in Puebla, anche questo dedicato all'educazione dei giovani indiani. Qui insegnò per tre anni. Nel 1764 fu trasferito di nuovo, a Valladolid (ora Morelia), per insegnare filosofia nel seminario che era in questa città. Più razionalista in filosofia dei suoi predecessori, fu un innovatore in questo campo. Il buon lavoro a Valladolid gli valseto un promozione nella stessa posizione a Guadalajara. A Guadalajara completò il suo trattato Physica Particularis, che, assieme a Cursus Philosophicus, espone il suo pensiero scientifico e filosofico.

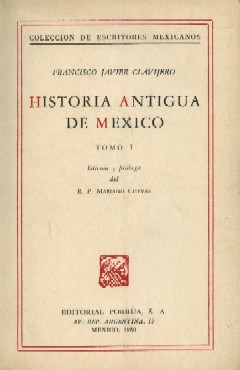
Historia Antigua de México (1780. In una edizione moderna)

### L'espulsione dei Gesuiti e il lavoro di Clavigero in Italia
Come parte della riforme borboniche nell'America spagnola e della generale soppressione dei gesuiti da parte dei monarchi europei alla fine del XVII secolo, i gesuiti furono espulsi da tutti i domini spagnoli il 25 giugno 1767, su ordine di re Carlo III. Quando Clavigero lasciò la colonia, si recò prima a Ferrara, ma poco dopo si trasferì a Bologna, dove visse il resto della sua vita.
In Italia dedicò il suo tempo alle ricerche storiche. Sebbene non avesse più accesso ai codici aztechi, alle opere di riferimento e ai racconti dei primi conquistadores spagnoli, conservò nella sua memoria le informazioni dei suoi studi precedenti. Fu in grado di scrivere il lavoro che aveva sempre progettato, Storia antica del Messico ("La Historia Antigua de México").
In Italia arrivò alla sua attenzione un lavoro del prussiano Cornelius de Pauw, intitolato Recherches philosophiques sur les Américains (Ricerche filosofiche sugli americani). Questo lavoro rivelò a Clavigero la portata dell'ignoranza europea sulla natura e la cultura degli americani precolombiani, e lo spronò a lavorare per mostrare la vera storia del Messico.
Ha lavorato per anni nella sua storia, consultando biblioteche italiane e corrispondendo con amici in Messico che risposero alle sue domande consultando le opere originali. Finalmente il suo lavoro era pronto. Consisteva in dieci volumi contenenti la narrativa della cultura messicana di prima della conquista spagnola. Il manoscritto originale era in spagnolo, ma padre Clavigero lo tradusse in italiano, con l'aiuto di alcuni dei suoi amici italiani. Il libro fu pubblicato a Cesena nel 1780-81 e fu ricevuto dagli studiosi con grande soddisfazione. Fu presto tradotto in inglese e tedesco. Fu anche tradotto dall'italiano in spagnolo e ha subito numerose edizioni in Messico. L'originale spagnolo è stato pubblicato molto dopo, nel 1945.

## Opere
- Storia antica del Messico. Cavata da' migliori storici spagnuoli..., Cesena, Gregorio Biasini, 1780.

Il libro inizia con una descrizione di Anáhuac, e continua con la storia delle peregrinazioni azteche. Tratta della politica, arte bellica, religione, costumi, organizzazione sociale e cultura degli Aztechi. Fissa per la prima volta la cronologia delle popolazioni indiane, e conclude con la storia della Conquiste e l'imprigionamento di Cuauhtémoc.
In contrasto con molti dei suoi contemporanei, Clavigero Clavigero promosse una visione degli indigeni come pacifica e buona, criticando pesantemente le azioni dei conquistadores spagnoli. Il lavoro di Clavigero è visto oggi come eccessivamente sentimentale e inaffidabile, ma è ancora letto da molti storici che cercano informazioni dettagliate sulla vita quotidiana dei primi americani.
- Storia della California (postumo), Venezia, Modesto Fenzo, 1789.

In quattro volumi,  è un riassunto delle opere dei missionari gesuiti in Baja California, tra cui Miguel Venegas, Juan María de Salvatierra, Eusebio Francisco Kino, Juan de Ugarte, Francisco María Piccolo, Fernando Consag e altri. Esistono anche traduzioni in inglese, pubblicate a San Francisco nel 1864 e a Los Angeles nel 1938. Il testo è un precursore della moderna cultura storica, con molta attenzione alle fonti.
- Physica particularis. Saggio.
- Cursus philosophicus. Dissertazione.
- Frutos en que comercia o puede comerciar la Nueva España. Saggio.
- Breve ragguaglio della prodigiosa e rinomata immagine della Madonna di Guadalupe del Messico, Cesena, Gregorio Biasini, 1782.

## Eredità
Clavigero morì a Bologna il 2 aprile 1787, alle 4 pomeridiane a 56 anni; fu sepolto nella chiesa di Santa Lucia, ora aula magna dell'Università di Bologna. Non visse abbastanza per vedere la pubblicazione della Historia de la Antigua o Baja California.
Il 5 agosto 1970 i resti di Clavigero furono rimpatriati a Veracruz, dove era nato. Furono ricevuti con tutti gli onori dovuti a un illustre figlio della città. Fu sepolto nella Rotonda de los Personajes Ilustres nel Panteón Civil de Dolores a Città del Messico.
Template:Quote box
Scuole, biblioteche, giardini botanici, viale e parchi in tutta la Repubblica del Messico prendono nome da lui, tra cui:
- Biblioteca Francisco Xavier Clavigero, a biblioteca privata dell'Universidad Iberoamericana, a Città del Messico.
- Jardín Botánico Clavijero, Xalapa
- Palazzo Clavigero, Morelia, che è il nome dato all' ex collegio gesuita che operò in questa città messicana fino all'espulsione dei gesuiti nel 1767.